# نان عید پاک
در بسیاری از کشورهای اروپایی، به ویژه در اروپای مرکزی و شرقی ، سنت‌های مختلفی پیرامون استفاده از نان در طول تعطیلات عید پاک وجود دارد. به‌طور سنتی، رسم خوردن نان عید پاک یا نان شیرین شده «عشای ربانی» ریشه در بیزانتیوم، کلیسای کاتولیک شرقی و کلیسای ارتدکس شرقی دارد. دستور پخت نان شیرین شده یا «نان عسلی» ممکن است بر اساس شواهد روایی از متون کلاسیک، به دوره یونان هومری بازگردد.

## بلاروس، بلغارستان، کرواسی، رومانی، اسلواکی، اسلوونی، روسیه و اوکراین

### کوزوناک، کولیچ و پاشکا
کوزوناک نان سنتی عید پاک در بلغارستان است، کولیچ یکی از نان‌های سنتی عید پاک روسیه است. کلاش یک نان سنتی چک است که در کریسمس به شکل حلقه درست می‌شود. معمولاً سه حلقه روی هم قرار می‌گیرند تا نماد تثلیث مقدس باشند. نان‌های عید پاک اوکراینی نیز پاسکا نامیده می‌شوند (نباید با غذای دیگری به نام پاسخا اشتباه گرفته شود) که در آن اغلب یک نان سفید و غنی سرو می‌شود و روی آن با نمادهایی از جمله صلیب، گل، گیس بافته، گندم یا سایر طرح‌هایی که نمایانگر جنبه‌هایی از ایمان ارتدکس و کاتولیک شرقی هستند، تزئین می‌شود.
رومانی و مولداوی نیز شیرینی سنتی عید پاکی به نام پاسکا دارند (واژه Pasca به معنای «عید پاک» در آیین ارتدوکس شرقی است که مشابه Pâques در زبان فرانسه بوده و ریشه در کلمه عبری Pesah دارد). پاسکا رومانیایی معمولاً با پنیر تهیه می‌شود و ممکن است برای تزئین شامل میوه‌ها، مغزها یا شکلات نیز باشد. این شیرینی معمولاً همراه با نان شیرین سنتی دیگری به نام کوزوناچ سرو می‌شود که رومانیایی‌ها برای عید پاک و کریسمس تهیه می‌کنند.

### پینکا و پاپرتنیک
پینکا نوعی نان عید پاک است که در اتریش، کرواسی و اسلوونی محبوب است. پاپرتنیک نوعی نان بومی اسلوونی است. این نان با طرح‌های گلدار پیچیده تزئین شده و ممکن است نمادهای مختلف مرتبط با عید پاک را نیز در خود جای داده باشد.

### سیرنیک
سیرنیک یک نان سریع با پنیر (شبیه به کیک پنیر) است که در فرهنگ ارتدکس اوکراینی اغلب در سبدهای غذای عید پاک قرار دارد که به همراه ژامبون، سوسیس، چاشنی‌ها، شکلات، پنیر و سایر غذاهایی که در طول روزه بزرگ ممنوع بودند، برای تبرک در عید پاک به کلیسا برده می‌شوند. خمیر این نان سریع با تخم مرغ و کره، پنیر کاتیج، پنیر خامه‌ای، عسل، گردو، بادام، پوست پرتقال شیرین شده، خامه و دارچین تهیه می‌شود.

## انواع
| تصویر | نام                                                                   | نام بومی                  | آشپزخانه                                                         | مرجع  |
| ----- | --------------------------------------------------------------------- | ------------------------- | ---------------------------------------------------------------- | ----- |
|       | پاسکا                                                                 | عید پاک پاسکا             | آشپزی ارمنی, آشپزی اوکراینی, آشپزی بلاروس, اسلوواکی و آشپزی گرجی |       |
|       | کولیچ                                                                 | کولیچ                     | آشپزی روسی                                                       |       |
|       | کوزوناک                                                               | کوزناک                    | بلغارستان مکدونی زبان رومانی مولدووا                             |       |
|       | پسته (پوشیده شده با پنیر)                                             | کولاخ کولاچ کالاچ‌های فونت | رومانی مولدووا (بوکووینی) (بوکوینیان)                            |       |
|       | بابکا                                                                 | بابای عید پاک بابکا       | لهستانی غرب اوکراین (گالیسی، هوتسل) (گالیسیا هوتسل)              | [ ۳ ] |
|       | کلاش                                                                  | کالاچ کالاچ فونوت کالاچ   | آشپزی صربی آشپزی مجارستانی                                       |       |
|       | پنکا                                                                  | پنکاپینس                  | کرواتی سیاه و سفید                                               |       |
|       | نان عید پاک                                                           | نان‌های عید پاک            | آشپزی اسلوونیایی                                                 |       |
|       | تسورکی که همچنین با نام «پاسکالیا چورگی» شناخته می‌شود paskalya çöreği | تسوورکی چهار              | آشپزی یونانی آشپزی ارمنی                                         |       |
|       | نان گرم                                                               |                           | آشپزی بریتانیایی                                                 |       |
|       | مازانک                                                                | مازانک                    | آشپزی چکی                                                        |       |
|       | پاستول                                                                | پاستول                    | آشپزی هلندی                                                      |       |
|       | کبوتر عید الفصح                                                       | کبوتر عید پاک             | آشپزی ایتالیایی                                                  |       |
|       | پستیرا                                                                | پستیرا                    | آشپزی ایتالیایی                                                  |       |
|       | پیتزا دی پاسکو                                                        | پیتزا دی پاسکو            | آشپزی ایتالیایی                                                  |       |
|       | پیتزا دی پاسکو (فراز شیرین)                                           |                           | آشپزی ایتالیایی                                                  |       |
|       | فولار                                                                 |                           | آشپزی پرتغالی                                                    |       |
|       | مونا عید                                                              |                           | آشپزی اسپانیایی                                                  |       |
|       | هورنازو                                                               |                           | آشپزی اسپانیایی                                                  |       |
|       | نان عید فصح                                                           |                           | آشپزی آلمانی                                                     |       |